# Виневич, Юзеф
Юзеф Мария Виневич (пол. Józef Maria Winiewicz) (6 июня 1905 года, Позен, Пруссия, Германская империя — 23 марта 1984 года, Варшава, Польская Народная Республика) — польский государственный деятель, журналист и дипломат. Посол Польши в Вашингтоне. Вице-министр иностранных дел.

## Биография
Учился в Университете имени Адама Мицкевича в Познани, сначала на факультете сельского и лесного хозяйства, затем перешёл на экономический факультет. Перед II мировой войной сотрудничал с рядом изданий — «Dziennik Poznański» (в том числе некоторое время был главным редактором), «Ilustrowany Kuryer Codzienny» и «Gazeta Polska». Сторонник санации. В начале войны работал на радиостанции «Warszawa II». Затем находился в Венгрии, где был редактором «Wieści Polskie», а затем через Турцию, Египет и Палестину добрался до Лондона. Сотрудничал с польским правительством в изгнании в качестве советника министра общественных работ.
В 1945 году вернулся в Польшу и стал работать в управлении иностранных дел. Затем советник посольства Народной Польши в Лондоне. В 1947—1956 годах посол ПНР в США. Активно работал по агитации американских поляков к возвращению в Польшу. Использовал в этом деле свои связи в санационных кругах и свою известность как чиновника правительства в изгнании.
После возвращения и до 1972 года вице-министр иностранных дел. Несколько раз представлял Польшу на заседаниях Генеральной ассамблеи ООН. После выхода на пенсию участвовал в работе Товарищества связей с заграничной Полонией.
Похоронен на Воинских Повонзках.

## Избранные книги
- Winiewicz, J. (1936). «Mniejszości Narodowe w Wielkopolsce».
- Winiewicz, J. (1939). «Mobilizacja sił niemieckich w Polsce».
- Winiewicz, J. (1943). «Aims and failures of the German „New Order“». London: The Polish Research Centre.
- Winiewicz, J. (1944). «The Polish-German frontier». London: William Hodge and Company.
- Winiewicz, J. (1985). «Co pamiętam z długiej drogi życia». Poznań: Wydawnictwo Poznańskie. ISBN 83-210-0537-3.